# Vétroz
Vétroz je obec ve švýcarském kantonu Valais, okrese Conthey. Žije zde přibližně 6 400 obyvatel. 

## Geografie
Obec Vétroz se nachází na jižním svahu Alp na severní straně údolí Rhôny. Jižní hranici obce tvoří řeka Rhôna, zatímco na západě je hranice tvořena řekou Lizerne, podél jejíž soutěsky se území obce táhne daleko na sever. Na východě se Vétroz urbanisticky spojil s Conthey. Pro obec jsou charakteristické vinice na slunných svazích údolí Rhôny. Obec se skládá ze dvou vesnic (místních částí) Vétroz a Magnot. Sousedními obcemi Vétroz jsou Conthey na severu a východě, Nendaz na jihu a Ardon na západě.

## Historie

Letecký pohled (1955)

Vétroz byl součástí panství Conthey, které Sigismund údajně v roce 515 daroval klášteru Saint-Maurice. Od 11. století patřil k území savojských hrabat a od roku 1254 byl pod jurisdikcí kastelána Conthey. Po dobytí savojského Valais vojsky z horního Valais v roce 1475 patřil Vétroz k místodržitelství Saint-Maurice. V roce 1798 byl připojen k okresu Martigny, v roce 1802 k okresu Sion a v roce 1815 k okresu Conthey. Farnost Vétroz byla založena pravděpodobně mezi lety 1146 a 1178 (v této době je ve Vétroz doložena kaple jako filiálka farnosti Plan-Conthey); s farností Conthey byla spojena před rokem 1215. Od 14. do počátku 16. století bylo ve Vétroz převorství kláštera Saint-Maurice. Současný novorománský kostel pochází z roku 1922. Vétroz se stal samostatnou farností opět až v roce 1935.
Obyvatelé se živili pěstováním vinné révy a obilí a chovem dobytka. Vysoušení bažin v nížině Rhôny v první polovině 20. století přineslo novou zemědělskou půdu. Blízkost Sionu a nákupní oblasti Conthey vedla od roku 1980 k prudkému nárůstu počtu obyvatel. Obec vyvinula převážně v rezidenční obec, avšak stále se identifikuje s vinařstvím (celkem 170 hektarů vinic), což se projevuje mimo jiné pěstováním speciální autochtonní odrůdy révy vinné s názvem (Amigne).

## Obyvatelstvo

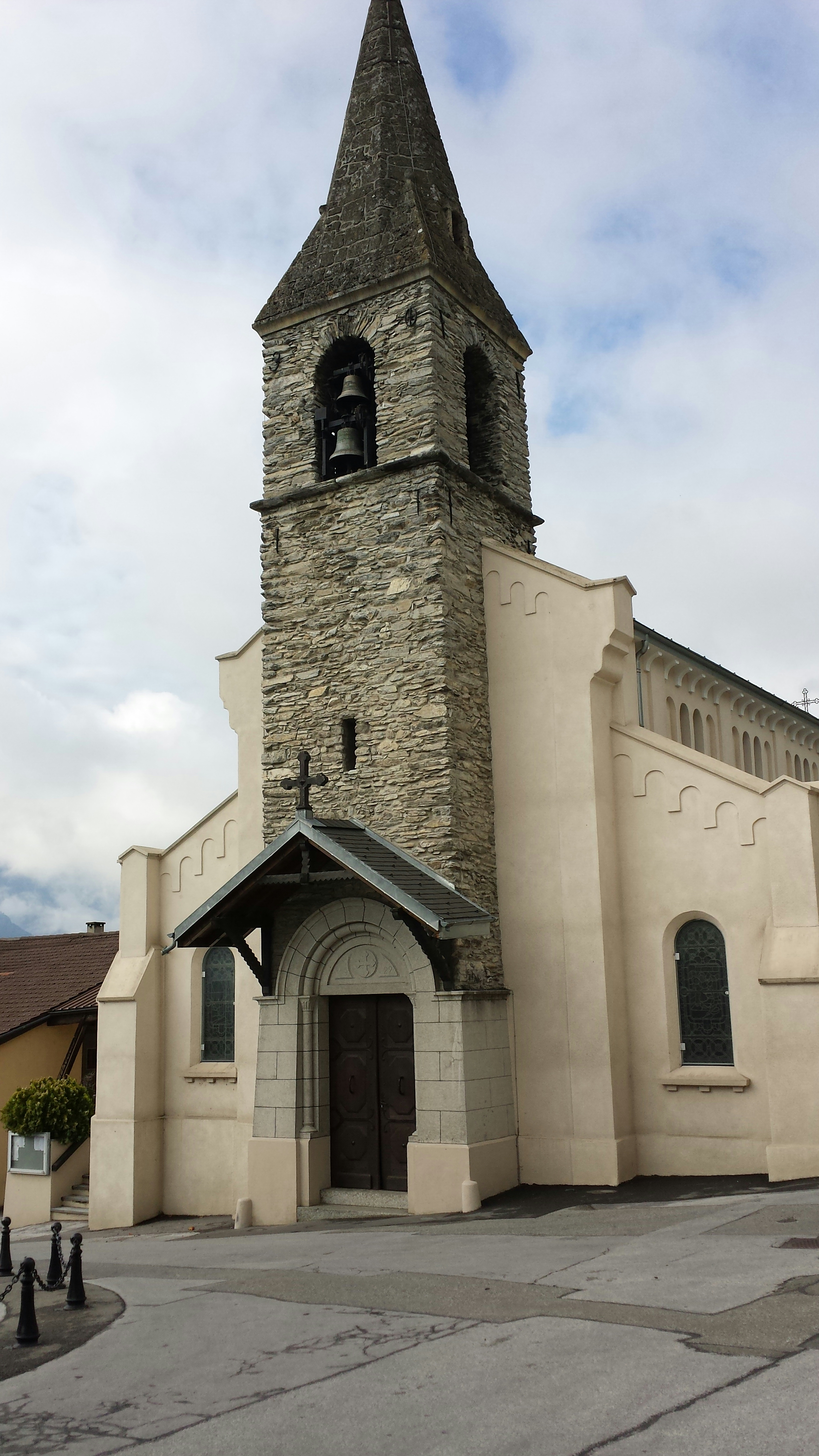
Kostel Sainte-Marie-Madeleine

| Rok            | 1870 | 1900 | 1950 | 2000 | 2010 | 2016 | 2020 |
| Počet obyvatel | 584  | 761  | 1126 | 3691 | 4766 | 6135 | 6397 |

## Hospodářství
Po staletí je Vétroz zemědělskou, zejména vinařskou obcí. I v 21. století je vinařství důležitým odvětvím místního hospodářství a obec je jednou z největších vinařských obcí ve Švýcarsku vůbec. Kromě toho slouží také jako obytné předměstí okresního centra Conthey, potažmo kantonálního hlavního města Sionu.

## Doprava
Katastrem obce prochází hlavní silnice č. 9 a dálnice A9. Obcí také prochází Simplonská dráha, Vétroz na ní však nemá vlastní zastávku; nejbližší zastávky se nachází v Ardonu a Châteauneuf-Conthey.
Místní dopravu a spojení s okolními obcemi zajišťují také poštovní autobusové linky.